# Greenburgh
Greenburgh (officiellt: Town of Greenburgh, New York) är en kommun (town) i Westchester County i södra delen av delstaten New York. Kommunen omfattar även sex småstäder med begränsat kommunalt självstyre (villages): Ardsley, Dobbs Ferry, Elmsford, Hastings-on-Hudson, Irvington och Tarrytown. Den totala befolkningen uppgick till 88 400 invånare vid 2010 års folkräkning.

## Geografi
Greenburghs kommun ligger i norra delen av New Yorks storstadsregion. Greenburgh gränsar i väster till Hudsonfloden och förbinds med Orangetown på andra sidan floden av Tappan Zee Bridge. Norrut ligger kommunen Mount Pleasant, österut staden White Plains och kommunen Scarsdale. I söder gränsar Greenburgh till New York-förstaden Yonkers.

## Orter och administrativa underindelningar

### Småstäder (villages)
Greenburghs kommun innehåller sex småstäder (villages), med kommunalt självstyre:
- Ardsley
- Dobbs Ferry
- Elmsford
- Hastings-on-Hudson
- Irvington
- Tarrytown

### Orter utan kommunalt självstyre
De mer glesbefolkade delar av Greenburgh som inte ligger inom någon av kommunens sex villages administreras direkt som del av kommunen Greenburgh och omfattar bland annat tre orter som statistiskt räknas som census-designated places:
- Fairview
- Greenville (kallas även inofficiellt Edgemont)
- Hartsdale

Dessutom ingår följande områden:
- East Irvington
- North Elmsford
- South Ardsley